# السميرية (فلسطين)
السميرية قرية فلسطينية ساحلية مهجّرة تقع شمالي عكا، احتلت من قبل العصابات الصهيونية في 14 أيار 1948.

## الموقع والسكان
تقع قرية السميرية - التي كان يسمّيها الصليبيون سوميليريا (Someleria) - على بعد 6 كيلومترات شمالي مدينة عكا قرب شاطيء البحر المتوسط في سهل تحيط به أشجار الزيتون والتين. تقع إلى الجنوب منها قنوات الكابري الأثرية التي تمرّ بوادي المجنونة وتل الزهور. كانت القرية مرتبطة بعكا وبرأس الناقورة ومن ثم ببيروت من خلال الطريق العام الساحلي.
قدّر عدد سكان السميرية عام 1944 بحوالي 760 نسمة، وعام 1948 بحوالي 880 شخصاً. كان الكثير من منازلها مبنياً بالحجر الرملي وبعضها كان مبنياً بالطوب. كان عدد منازل السميرية عام 1931 حوالي 92 منزلاً، وعام 1948 حوالي 200 منزل. كان في القرية مسجد ومدرسة أسست عام 1943 وضمّت حوالي 60 طالباً.
عمل أغلب سكان السميرية بالزراعة، بينما اشتغل بعضهم في مقالع الحجارة التابعة للقرية. في عام 1944 كان ما مجموعه 7856 دونماً مخصصاً للزراعة، كان منها 6854 دونماً مزروعاً ب الحبوب، و632 دونماً مزروعاً ب الحمضيات والموز، و354 دونماً مروياً ومستخدماً للبساتين. حيث كانت مساحة الأرض التي ملكها أهل القرية في تلك السنة تقدّر بحوالي 8542 دونماً، منها 607 دونمات مشاع، و28 دونماً كانت مسطح القسم المبني من القرية والباقي للزراعة.
كان في القرية موقعان أثريان: أحدهما تل السميرية الذي يحوي حجارة منحوتة وأرضية من الفسيفساء وقبوراً وأعمدة حجرية، والآخر هو منطقة أبو عتبة التي تشمل مقاماً إسلامياً وبعض قطع خزف.

## الاحتلال والتهجير
احتلت القرية صباح 14 أيار 1948، حسب الخطة د، ضمن حملة لواء «كرملي» للسيطرة ولاحتلال القرى العربية في الجليل الغربي حتى حدود لبنان. قصف المهاجمون القرية بالمدافع، وهاجموها من جهتي الشمال الغربي والجنوب، مع الإبقاء على الجانب الشرقي مفتوحاً لدفع السكان العرب على الهرب، وهذا ما حدث. بعد سقوط مدينتي حيفا وصفد قبل ذلك بأيام هبطت معنويات الفلسطينيين وغادر قسم من أهل السميرية قريتهم قبل الهجوم عليها. حاول عدد من المقاومين من أهالي القرية (20 - 30 شخصا) صد الهجوم ولكنهم فشلوا بعد تبادل كثيف لإطلاق النار ونفاذ ذخيرتهم.
خلال عدة أيام بعد احتلال القرى الفلسطينية قامت «الوحدة الهندسية» التابعة للهاجاناه بتفجير بيوت الفلسطينيين.
أوكلت مهمة تفريغ قرية السميرية على وحدة بقيادة يوسي هاس، انطلقت هذه الوحدة من شاطيْ «شيمن» في حيفا عن طريق البحر إلى «شبي تسيون». حصل قسم من المقاتلين اليهود على عتادهم في «شبي تسيون» وخرجوا من طريق «رجبه». مستوطنو «رجبه» كانوا قد بدؤوا بتنفيذ وظيفتهم في العملية وأطلقوا النار باتجاه السميرية. عندما جرح قائد الوحدة يوسي هاس، تولى القيادة خبير المتفجرات يوسي هاوزنر، الذي انضم للوحدة لتفجير المنازل بعد احتلالها. وصلت مساندة للوحدة المهاجمة من قبل قافلة عسكرية بقيادة تسبي بن أري. ووصلت كذلك شاحنة من «شَبي تسيون» مملوءة بالحصى لسد القنوات التي حفرت في الشارع.

## بعد الاحتلال
- في شهر حزيران 1948 كان الصندوق القومي اليهودي قد شرع بهدم ما تبقى من السميرية كلياً، بإذن من بن جوريون. أقيمت على أراضي القرية مستعمرة «شمرات» سنة 1948، وفي كانون الثاني عام 1949 أنشيء أيضاً على أراضي السميرية كيبوتس «لوحمي هجيتأوت» قبل استيطان القرية حاول هؤلاء استيطان المستعمرات والاحياء الألمانية التي أسستها جماعت ألمانية متدينة في فلسطين في القرن الـ19، لكنهم وجدوها قد امتلأت بالناجين من المحرقة النازية فأقاموا بالسميرية.[7] أما المستعمرتان القريبتان «شبي تسيون» التي أقيمت عام 1936 ومستعمرة «رجبه» التي أقيمت عام 1946 فتقعان بالقرب من أراضي القرية ولكن ليس عليها. وأقيم عام 2000 مجمع تجاري حديث في مدخل «رجبه» ويسمى «بيج رجبه» على أرض القرية. أما المبنى الحديث للمجلس الإقليمي «مطيه آشر» والذي تتبع المنطقة لإدارته البلدية، فقد بني على أنقاض بيوت السميرية وقرب مقبرتها.
- لم يبق من السميرية سوى جزء من مسجدها وقد تم سد مدخله ونوافذه، وما زالت كذلك مقبرة القرية موجودة وهي الآن مسيّجة. اما موقع بيوت السميرية فهو فارغ وغير مستغل وما زالت أطلال المنازل المدمرة مبعثرة في المنطقة حول أطلال قلعة أثرية تقع في مركز القرية.

## العائلات التي سكنت القرية
سرية* عوض (اللقب باب الله سابقا) * بشير * حليحل* عبد الرحيم* حجير* منصور* عبد الغني* الصياح* الناطور* شناعة* عامر* البُنّي* الحاجّْ* الخطيب* إسماعيل* المقدح* اليوسف* أبو الخير* الأمين* محمود* مناع* مرشود* الجمال* الحسن* الشيخ* العامر